# سكجونغ ملك جوسون
سكجونغ ملك جوسون (بالهانغل: 숙종 | بالهانجا: 肅宗)، ولد في 8 سبتمبر 1661 (15 أغسطس قمري) ومات في 13 يوليو 1720 (8 يونيو قمري) هو ملك مملكة جوسون التاسع عشر. لقب عائلته إي (이 | 李)، واسمه سن (순 | 焞)، وعشيرته هي جونجو (전주 | 全州). هو الابن الوحيد للملك هيونجونغ من زوجته الملكة ميونغسونغ. حصل في البداية على لقب الملك العظيم سكجونغ هيوني وانغرين إيسونغ يونغريول جانغمن هونمك يونغميونغ وونهيو (숙종 현의광륜예성영렬장문헌무경명원효대왕 | 肅宗顯義光倫睿聖英烈章文憲武敬明元孝大王) ثم أضيف إلى لقبه الرسمي عدة مقاطع وأصبح الملك العظيم سكجونغ هيوني غوانغرين إيسونغ يونغريول يومويونغن هونغين جندوك بايتشون هابدو غيهيو دوكغيونغ جونغجنغ هيوبغك شني دايهن جانغمن هونمو غيونغميونغ وونهيو (숙종현의광륜예성영렬유모영운홍인준덕배천합도계휴독경정중협극신의대훈장문헌무경명원효대왕 | 肅宗顯義光倫睿聖英烈裕謨永運洪仁峻德配天合道啓休篤慶正中恊極神毅大勳章文憲武敬明元孝大王). له ثلاث زوجات هن: الملكة إنغيونغ ابنة كم مان غي، والملكة إنهيون ابنة من يو جنغ، والملكة إنوون ابنة كم جو شن.
حكم الملك سكجونغ من 1674 إلى 1720، من عام 1674 إلى 1717 حكم ذاتياً ومن عام 1717 إلى سنة 1720 سمح لابنه غيونغجونغ بأن يحكم كوصي.

## حياته

### تتويجه كولي للعهد
ولد سكجونغ في 15 أغسطس قمري سنة 1661 (السنة الثانية من حكم هيونجونغ) وهو الابن الوحيد للملكة ميونغسونغ من الملك هيونجونغ وأعطي الاسم إي سن (이순 | 李淳)، من عشيرة جونجو إي (전주이씨 | 全州李氏). ولأن الملكة لم تنجب ابناً آخر، لم ينشغل سكجونغ باللعب وأصبح يميل للقراءة. منذ ولادة سكجونغ كان مريضاً، لأن أخ الملكة كان مريضاً أيضاً ومات بعمر مبكر لذا كانت الملكة تقلق على ابنها كثيراً. في عام 1667 (السنة الثامنة من حكم هيونجونغ) عين ولياً للعهد، وعندما أصبح عمره 13 أصبح ملكاً بسبب الوفاة المفاجئة لوالده هيونجونغ.

### تتويجه كملك
في 13 أغسطس قمري من سنة 1674 عين ولي العهد ملكاً على جوسون وعمره 13 عاماً، مع ذلك فإنه لم يخكم بشكل مباشر لأنه كان تحت وصاية الملكة والتي حكمت المملكة فعلياً. في بداية عهده أراد الفصيل الجنوبي بقيادة هو موك أن ترتدي الملكة جانغريول ملابس الجنازة لمدة عام في قضية إيسونغ الثانية، لكن الفصيل الغربي أراد من الملكة أن ترتدي الملابس لمدة تسعة أشهر.
منذ أن حكم سكجونغ مملكة جوسون كانت الدولة في صراع بين الفصائل السياسية المتحاربة. خلال عهده ازداد الصراع بين الفصيل الغربي (سو إن) والفصيل الجنوبي (نام إن)، وفي عقد 1680 انقسم الفصيل الغربي إلى فصيلين هما فصيل نورون (التعاليم القديمة) وفصيل سورون (التعاليم الحديثة) وأخذا في الصراع ضد بعض. كان الملك يتبع سياسة يبعد فيها الفصيل المسيطر ويحل فصيلاً آخر بدلاً منه فيما عرف باسم سياسة هوانغك (환국).

### حياته قبل وفاته

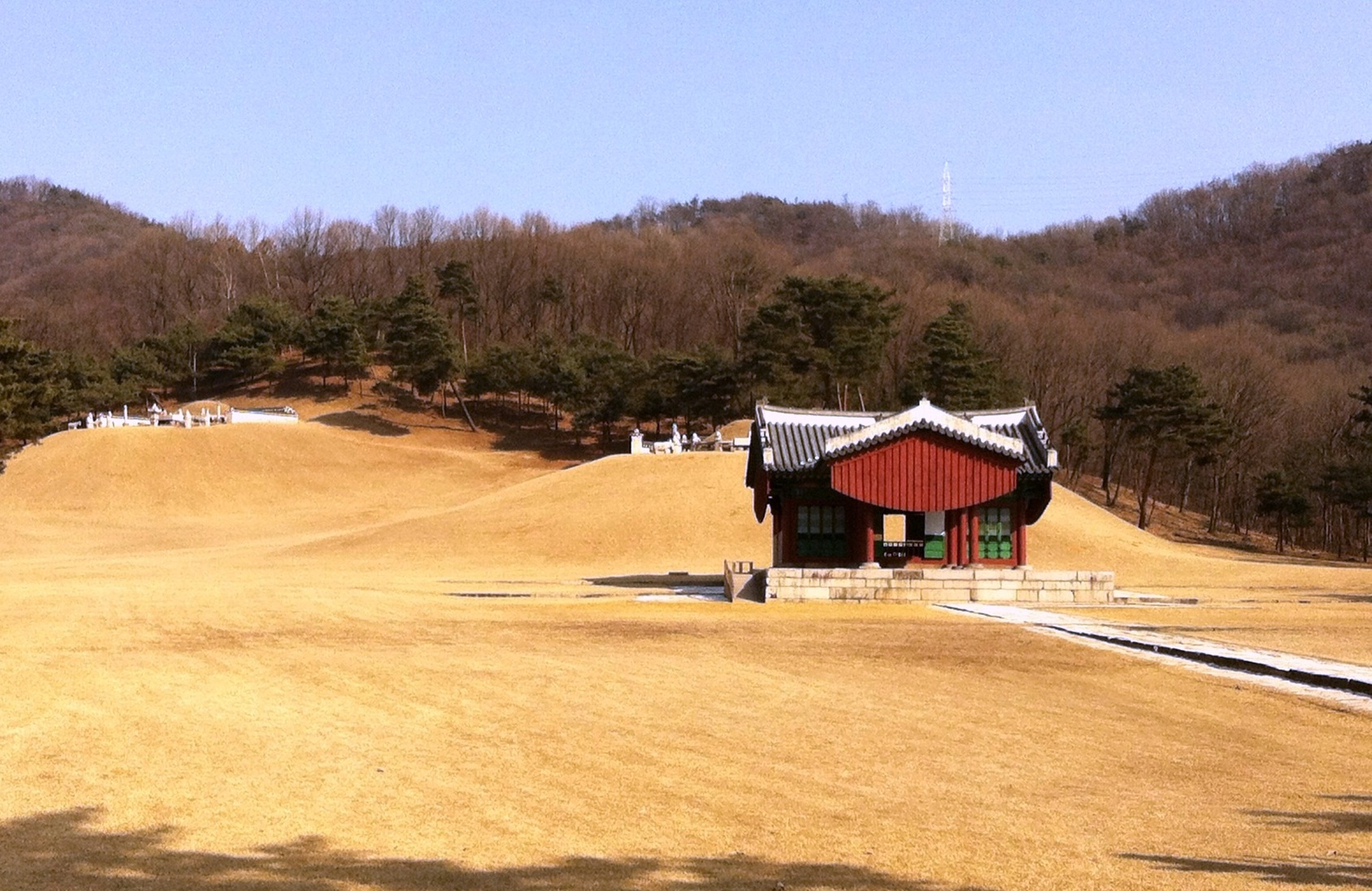
مقابر سورنغ، مقبرة ميونغرنغ.

قام الملك سكجونغ برفع رتبة اسم المعبد الخاص بجونغجونغ ملك جوسون الثاني وإعطائه لقب الملك غونغجونغ، كما قام بإعادة الأمير نوسان إلى رتبة الملك وإعادة لقب الملك دانجونغ إليـه والذي نزع بسبب انقلاب الأمير العظيم سيانغ عليه، بالإضافة لإعادة رتبة زوجته الأميرة من عشيرة سونغ وإعادة لقب الملكة جونغسن إليها في سنة 1698 كما قام بإعادة شهداء سايكشن إلى مرتبتهم القديمة في سنة 1691، كما قام بإعادة رتبة سوهيون ولي عهد الملك إنجو وزوجة سوهيون ولية العهد منهويبن من عشيرة غانغ.
في عهد الملك تمت العديد من التغييرات العسكرية الهادفة لحماية الدولة مثل تعديل حاميات الجيش الأربعة إلى نظام 5 غن يونغ (حاميات الجيش الخمسة) ومن أهمها إنشاء غموي يونغ (حامية العاصمة)، كما نشرت العديد من الكتب مثل «سون وونروك» وكتاب «دايميونغ جيبلي» كما جمعت العديد من الكتب القيمة مثل «دايجون سوغروك» وكتاب «شنجنغدونغك يوجيسنغرام». بالإضافة إلى ذلك فإن الكثير من العلماء ظهروا ووصلت النوكونفشيوسية لذروتها خلال العصر الأخير من جوسون.
دفن الملك بعد وفاته في مقبرة ميونغرنغ (명릉) في مدينة غويانغ في مقاطعة غيونغي بداخل سورنغ (西五陵 | 서오릉 | المقابر الملكية الخمسة الغربية) بجانب زوجته الملكة إنهيون من عشيرة من.

### خليفته
في سنة 1715 طلب إي إي ميونغ من الملك اختيار الأمير يونينغ أو الأمير يونليونغ ولياً للعهد. كان فصيل نورون يقوم بكل ما في استطاعته لإبدال الملك غيونغجونغ بأخيه الأمير يونينغ.
قامت مملكة تشينغ بسحب لقب بعد الوفاة الذي أعطي للملك وهو الملك هي سن (희순왕 | 僖順王)، ولكن سلالة تشينغ ظلت تستعمله في سياستها الخارجية.

## الأسرة
- جد الأب: إنجو ملك جوسون السادس عشر (인조).
- جدة الأب: الملكة إنليول من عشيرة هان (인렬왕후 한씨).
- الجد: هيوجونغ ملك جوسون السابع عشر (효종).
- الجدة: الملكة إنسون من عشيرة جانغ (인선왕후 장씨).
- الأب: هيونجونغ ملك جوسون الثامن عشر (현종 | 顯宗)، (ولد في 1641 ومات في 1674).
- الأم: الملكة ميونغسونغ من عشيرة كم (명성왕후 김씨)، (ولدت في 1642 وماتت في 1683).
- الملكة الأولى: الملكة إنغيونغ من عشيرة كم (인경왕후 김씨 | 仁敬王后 金氏)، (ولدت في 1661 وماتت في 1680)، وأنجبت:
  - أميرة، ولدت في 1677 وماتت في 1678.
  - أميرة، ولدت في 1679 وماتت في نفس السنة.
- الملكة الثانية: الملكة إنهيون من عشيرة مِن (인현왕후 민씨 | 仁顯王后 閔氏)، (ولدت في 1667 وماتت في 1701).
- الملكة الثالثة: الملكة إنوون من عشيرة غم (인원왕후 김씨 | 仁元王后 金氏)، (ولدت في 1687 وماتت في 1757).
- محظية أولى: المحظية العليا أكسان من عشيرة جانغ (옥산부대빈 장씨 | 玉山府大嬪 張氏)، (جانغ هي بن: 희빈 장씨)، (ولدت في 1659 وماتت في 1701 - من سنة 1689 إلى 1694 حصلت على لقب الملكة. أنجبت:
  - الابن الأكبر: الملك غيونغجونغ ين (경종 윤 | 景宗 昀)، (ولد في 1688 ومات في 1724).
  - الابن الثاني: الأمير سونغسو، (성수 | 盛壽)، ولد في 1690 ومات في نفس السنة.
- محظية ثانية: السيدة هواغيونغ سكبن من عشيرة تشوي (화경숙빈 최씨 | 和敬淑嬪 崔氏)، (ولدت في 1670 وماتت في 1718)، وأنجبت:
  - الابن الأول: الأمير يونغسو (영수 | 永壽)، ولد في 1693 ومات في نفس السنة.
  - الابن الثاني: الأمير يونينغ غم (연잉군 금 | 延礽君 昑): الملك يونغجو، (ولد في 1694 ومات في 1776.
  - الابن الثالث: أمير ولد في سنة 1698.
- محظية ثالثة: باك ميونغبن (명빈 박씨 | 䄙嬪 朴氏)، (ولدت في ؟ وماتت في 1703)، وأنجبت:
  - الأمير يونليونغ هوون (연령군 훤 | 延龄君 昍)، (ولد في 1699 ومات في 1710).
- محظية رابعة: يونغبن من عشيرة كم (영빈 김씨 | 寧嬪 金氏)، (ولدت في 1669 وماتت في 1735).
- محظية خامسة: كم غوين (귀인 김씨 | 貴人 金氏)، (ولدت في ؟ وماتت في 1735).
- محظية سادسة: سوي من عشيرة يو (소의 유씨 | 昭儀 劉氏)، (ولدت في ؟ وماتت في 1707).

## التصوير الحديث

### أفلام
- «جانغ هي بن» في عام 1961، قام بدوره الممثل: كم جن غيو.
- «المحظية جانغ هي بن» في عام 1968، قام بدوره الممثل: شن سونغ إل.

### دراما
- «جانغ هي بن» في عام 1974 من قناة إم بي سي كوريا، قام بدوره الممثل: باك غن هيونغ.
- «جانغ هي بن» في عام 1982 من قناة إم بي سي كوريا، قام بدوره الممثل: يو إن تشون.
- «خمس مئة عام من جوسون» - ‹الملكة إنهيون› في عام 1988 من قناة إم بي سي كوريا، قام بدوره الممثل: غانغ سوك وو.
- «جانغ هي بن» في عام 1995 من قناة إس بي إس، قام بدوره الممثل: إم هو.
- «جانغ هي بن» في عام 2002 إلى 2003 من قناة كي بي إس، قام بدوره الممثل: جون غوانغ ريول.
- «دامو» في عام 2004 من قناة إم بي سي كوريا، قام بدوره الممثل: سونوو جايدوك.
- «دونغ إي» في عام 2010 من قناة إم بي سي كوريا، قام بدوره الممثل: جي جن هي.
- «رجل الملكة إنهيون» في عام 2012 من قناة تي في إن كوريا، قام بدوره الممثل: سو وو جن.
- «طبيب الملك» في عام 2012 من قناة إم بي سي كوريا، قام بدوره الممثل: غانغ هان بيول.
- «جانغ أك جونغ، الحياة بالحب» في عام 2013 من قناة إس بي إس، قام بدوره الممثل: تشاي سانغ وو، والممثل: يو آين.